# Вихлянцеве
Вихлянцеве (рос. Вихлянцево) — село у Камишинському районі Волгоградської області Російської Федерації.
Населення становить 1103 особи. Входить до складу муніципального утворення Сестренське сільське поселення.

## Історія
Село розташоване у межах українського історичного та культурного регіону Жовтий Клин.
Згідно із законом від 5 березня 2005 року № 1022-ОД органом місцевого самоврядування є Сестренське сільське поселення.

## Населення
| 2010 |
| ---- |
| 1103 |